# 八方桂將棋
八方桂將棋是一種日本將棋變體，略改本將棋的規則，將原本的桂馬從只能朝前方移動，變成可八方移動。

## 規則

### 八方桂的移動
|   | ★ |    | ★ |   |
| ★ |   |    |   | ★ |
|   |   | 桂 |   |   |
| ★ |   |    |   | ★ |
|   | ★ |    | ★ |   |

|   | ★ |    | ★ |   |
| ★ | ● | ●  | ● | ★ |
|   | ● | 圭 | ● |   |
| ★ |   | ●  |   | ★ |
|   | ★ |    | ★ |   |

### 單八方桂規則
先手方去除飛車、角行和兩枚香車，其桂馬為八方桂；而後手方則為原將棋的陣容，其桂馬為一般的桂馬。先手方若吃掉後手方的桂馬均變成八方桂，八方桂因為可以後退所以可以自由打入在任何地方；而後手方若吃掉先手方的八方桂，則變成一般的桂馬，打入時必須遵守本將棋的規則，不能打入在最底或次底行。其餘規則與本將棋相同。單八方桂常常直接就稱做八方桂將棋。

### 相八方桂規則
雙方都使用原將棋的陣容，同時雙方的桂馬都是八方桂，打入時也都以八方桂打入，沒有如桂馬的限制，其餘規則與本將棋相同。

## 外部連結
- 八方桂實戰譜 （页面存档备份，存于）